# Cyrtopogon pulchripes
Cyrtopogon pulchripes är en tvåvingeart som beskrevs av Friedrich Hermann Loew 1871. Cyrtopogon pulchripes ingår i släktet Cyrtopogon och familjen rovflugor. Enligt den finländska rödlistan är arten sårbar i Finland. Arten har ej påträffats i Sverige. Artens livsmiljö är naturskogar. Inga underarter finns listade i Catalogue of Life.